# Andrena rufosignata
Andrena rufosignata is een vliesvleugelig insect uit de familie Andrenidae. De wetenschappelijke naam van de soort is voor het eerst geldig gepubliceerd in 1902 door Cockerell.